# 吉野達郎
吉野 達郎（よしの たつろう、1982年9月11日 - ）は、日本の陸上競技選手。専門は短距離走。ヘルシンキ世界陸上選手権400メートルリレー走ファイナリスト。千葉県出身。東海大望洋高校、東海大学卒業。

## 来歴
コーナリングが得意であり、リレー要員として世界大会で活躍した。
2003年、テグ・ユニバーシアードで4×100mRに出場。金メダル獲得の快挙を成し遂げた。2005年、ヘルシンキ世界選手権で4×100mリレーに出場。8位入賞を果たした。全日本実業団選手権では200mで初優勝を果たした。
大学卒業後、高野進がオーナーを務めるRa Sportでアルバイトをしていたが、2006年にミズノ株式会社に入社した。全日本実業団選手権では200mで2連覇を果たした。
8月31日をもって、ミズノ株式会社を退社。現役を引退した。